# Коул Дешанел
Коул Дешанел (англ. Cole Deschanel) — вымышленный персонаж, один из главных героев и протагонистов американской телевизионной мыльной оперы NBC — Сансет Бич, роль которого на протяжении большей части времени пробега телесериала исполнил — Эдди Сибриан. Хотя, первоначально, будучи введен с 11 эпизода — во время его трансляции на NBC — 21 января 1997 года, эту роль исполнял: Эшли Гамильтон, но лишь до тех пор — пока месяц спустя: продюсеры не решили, что Эдди Сибриан лучше подходит на эту роль, освободив его от его обязанностей к 20-му февраля 1997 года, и, в конце-концов, 21-го февраля 1997 года — Эдди Сибриан приступил к своей роли, фактически до конца, хотя Сибриан временно покидал шоу с 14 октября 1999 года, надеясь делать дальше свою большую карьеру в прайм-тайм и в большом кино. Тем не менее — Эдди исполнил роль Коула опять — в финальной, 755-й серии телесериала — 31 декабря 1999 года, появившись уже в качестве теперь уже вновь прибывшего гостя…

## Разработка и развитие персонажа
Первоначально Гамильтон был приглашен на роль персонажа названный им же и задуманный, как Коул Сент-Джон, так как его настоящая фамилия — Коул Дешанел не озвучивалась в первую полсотню серий сериала. Он впервые появился на экране спустя две недели после начала трансляции сериала. Через две недели после выхода в эфир его первых нескольких серий 11 февраля 1997 года было объявлено об уходе Гамильтона. Роль была пересмотрена и переделана сценаристами и продюсерами под — Эдди Сибриана, который в то время также появлялся в другом сериале: «Ночи спасателей Малибу». Гамильтон сказал, что его уход — стал обоюдным решением и был основан на «эволюции персонажа по сравнению с тем, как он был изначально задуман». Сибриан дебютировал в роли Коула 21 февраля 1997 года.
В апреле 1999 года в интервью Аннетт Дейзи из: Inside Soap Сибриан назвал Коула: «частью большой мечты». Он сказал: "Я жажду экшен-драйва и приключений, так как это очень здорово, потому что в этом мире нет ничего такого, чего Коул не смог бы сделать. Каждую неделю я читаю свои сценарии и знаю, что мне очень понравится работать над ними. Я просто надеюсь, что он никогда не сбавит свои «обороты» ". Дейзи — охарактеризовала Коула — как отрицательного персонажа, сказав, что Коул совершил «ряд злодейских и подлых поступков» как и во время своего пребывания в Сансет-Бич, так и до приезда в город, хотя в целом и был положительным «красавчиком #1». PR Newswire в своем обзоре поведала своим читателям-телезрителям о том, что Коул был «ошеломляюще красивым с ямочками на щеках — похитителем драгоценностей и внуком основателя города Армандо Дешанела и „Дамы в Чёрном“ и сыном ЭйДжея Дешанела».

## Основные сюжетные линии
Коул Сент-Джон был представлен впервые в качестве загадочного молодого человека. Он вошел в мир Сансет-Бич в конце января 1997-го и приехал в город — в поисках фамильных драгоценностей Дешанела, которые он должен был найти, выкрасть и вернуть обратно — по заказу своей любимой и уже изрядно больной бабушки, хотя он и понятия не имел, что его ждёт на его пути к ним, когда он прибыл в этот маленький пляжный и прибрежный городок. Молодая женщина по имени — Кейтлин Ричардс - практически сразу влюбилась в этого «очаровательного красавца», повстречавшись с ним — на одном из вечеров в клубе «Бездна», но их любви по сути — постоянно угрожал чрезмерно заботливый, чрезмерно опекающий и зловещий отец Кейтлин — Грегори Ричардс. В то же время Коул спал с Оливией Ричардс, но он не знал, что Оливия на самом деле была матерью Кейтлин и женой Грегори Ричардса, который, узнав о компромате на него благодаря частным детективам — о том, что Коул был альфонсом, который обворовывал и соблазнял богатых женщин в прошлом, чтобы добраться до их драгоценностей, оставляя их с разбитыми сердцами и с их пустыми сейфами, возненавидев его, увидев его впервые и узнав, что он начал встречаться с его любимой и дорогой дочерью, поклялся сделать все, чтобы разлучить их, поначалу просто угрожая ему выдать компромат на него Кейтлин и в Интерпол… Также Коул был шокирован, когда понял, что его истинная, на самом деле, мать — Элейн Стивенс — также была и жила давно в этом городе, но не меньшим шоком для него было обнаружить всю правду о своем истинном рождении, о своем шокирующем похищении при родах у его родной матери, а также и то, что инициатором этого похищения была — его родная бабушка — Мадам Джулиана Дешанел («Дама в Чёрном»), которая, в далёком прошлом, заплатила Дэлу Дугласу за исполнение этого «заказа» — деньгами и фамильными сокровищами, не зная, однако, что они обладали к тому же и родовым проклятием. И что его мать спустя долгие и мучительные годы — узнав правду после того как он рассказал как якобы убил его во младенчестве — будучи ошарашенная этим заявлением — застрелила его и едва не оказалась с пожизненным сроком в тюрьме — до конца своей жизни, когда он на самом деле был жив и был выращен и воспитан своей бабушкой, считая всю жизнь, что его настоящая мать его не хотела и не любила и бросила во младенчестве. Он также был потрясен, когда узнал, что Кейтлин была на самом деле — старшей дочерью Оливии и Грегори Ричардса и что Оливия — была лучшей и давней подругой его матери и тем, что Оливия была также причастна к его похищению во младенчестве…
Несколько раз Грегори также пытался избавиться от Коула, даже нанимая и втайне подсылая к нему киллеров, чтобы убить его, один из которых случайно едва не убил его сына — Шона, а вторые похитили и связали его, чтобы втайне от Кейтлин увезти его галопом самолётом в Европу — и это в тот день, когда должен был состояться решающий оправдательный суд по делу о его матери, а он выступить в качестве свидетеля в её защиту, в то время как третий убийца — едва не пристрелил его на краю скалы, а затем едва не убил ножом — после автокатастрофы Кейтлин, когда он не поверил что она умерла и делал все чтобы найти её, но к счастью для Шона и него — все всегда благополучно обходилось для него и Коулу, зачастую лишь слегка раненному, практически всегда удавалось выйти «сухим из воды». Все стало ещё сложнее в то время, когда и Кейтлин, и Оливия — внезапно забеременели от него, хотя Оливия долгое время и не догадывалась кто же был отцом её ребёнка — Коул или её любящий муж, решив сделать все возможное чтобы скрыть эту правду от своей семьи. После ужасной автомобильной аварии, в которую Кейтлин попала вместе со своей матерью по дороге в клинику якобы для сохранения её(Оливии) беременности, после того как Кейтлин узнала о тайном плане родителей: отнять её ребёнка, а ей сказать, что он умер, чтобы Грегори и Оливия в результате смогли растить этого ребёнка как своего собственного, Кейтлин потеряла ребёнка — в результате и уже никогда не смогла бы иметь детей, но решила, наконец, скрывать правду ото всех и о планах своих родителей в том числе, решив лгать и продолжая притворяться беременной, чтобы не потерять Коула и наконец приняла от него кольцо, когда он раненную после автокатастрофы, нашел её в монастыре. Тем временем Оливия наконец-то снова обрела счастье с Эй-Джеем — со своей давней и первой любовью — с отцом Коула. В то же время Кейтлин решила обратиться за помощью — к Энни Дуглас, чтобы найти ребёнка, которого Кейтлин могла бы представить как их с Коулом ребёнка перед Коулом и всеми остальными. В то же время Энни замышляла любыми методами «завоевать Грегори», поэтому она решила «перевернуть все с ног на голову» и в свою пользу. Когда Оливия родила, Энни украла её ребёнка и отдала его её дочери — Кейтлин, передав ребёнка на воспитание в их новое послесвадебное семейное гнездышко вместе с Коулом — в качестве «подарочка» после свадьбы. В то же время Коул и Кейтлин заключили брак не расскрывая друг другу своих секретов. Но вышло так, что на чужом несчастье счастье не построишь, так как этот брак в результате — оказался полным лжи, недомолвок и тайн… Оливия думала, что её ребёнок умер при родах, а Кейтлин понятия не имела, что она начала растить вместе с Коулом — ребёнка своей собственной матери. Это, конечно, стало причиной развода Грегори и Оливии, как и то что Грегори обвинил жену в чрезмерном пьянстве в день родов, что по его мнению и «наставлению заботящейся о нём — Энни» и спровоцировало «выкидыш»…
Кейтлин и Коул наконец-то были счастливы. Казалось для всех что у них якобы родился новый ребёнок, после того как они поженились. Казалось, что все было у них идеальным. Однако летом 1998 года во время летнего отдыха на прибрежном океанском лайнере, Коул и Кейтлин также среди других, были вовлечены в сюжетную линию миницикла: «Цунами». Коул встретил свою бывшую возлюбленную и экс-напарницу по воровскому бизнес похищением драгоценностей — Франческу Варгас а также его учителя и наставника по нему — её теперешнего мужа Филипа. Но казалось, что брак Франчески и Филипа не был мирным — каким казался на публике и светских вечерах, которая несмотря на свое замужество с Филипом — продолжала любить свою первую любовь — Коула, из-за чего Филип поклялся сделать все чтобы убить Коула, заодно взяв в заложники Франческу, Кейтлин и их давнего с Франческой знакомого по их давним и общим секретам в бедной мексиканской деревне Росарио — священника — Антонио Торреса. Филип пытался убить их всех, но к счастью все обошлось для них, так как он стал одной из жертв цунами, которое перевернуло и опрокинуло этот океанский лайнер, уведя его на дно за собой. Поняв что у ней не осталось того, за что можно было бы держаться, после
этой истории, по возвращении в Сансет Бич, Франческа пыталась вернуть и завоевать расположение, любовь и сердце Коула Дешанела, сумев вовлечь его между прочем — в новое авантюрное воровское дело — возвращение заколдованных, много раз похищенных и перепроданных проклятых драгоценностей Росарио на свое законное место — в священную статую Мадонны в церквушку в Росарио у их новых хозяев, но несмотря на попытки их предполагаемых новых хозяев не допустить этого (Например, Хилари Николс — похитившей и угрожавшей убить Кейтлин, если Коул бы не принес ей обратно украденные у неё камни), история завершилась благополучно и хэппи-эндом — удачным завершением этого дела — почти для всех — под Рождество 1998, и несмотря ни на что, на то что он обманывал её, что на пару ворует с Франческой — он все время продолжал любить лишь одну — единственную — Кейтлин. Кроме того, несмотря на то, что Франческа обещала навсегда покинуть Сансет Бич и исчезнуть из жизни Коула, но как было видно несколько раз, Франческа часто нарушала свои обещания, которые давала, чем часто также выводила из себя и ЭйДжея Дешанел — отца Коула, а не только самого Коула, ЭйДжея — однажды оплатившего ей поездку подальше от Сансет Бич. Из-за этого напряжение между Коулом, Кейтлин и Франческой — постепенно росло, особенно когда Франческа держа её под дулом пистолета, поведала Кейтлин о романе Коула и Оливии, Кейтлин поклялась убить её и любого кто тронет Трея, ребёнка которого она благодаря Энни приняла и представила перед всеми как своего собственного сына и который оказался ребёнком её матери (думая что он от её отца), с которой спал к тому же и Коул. Кейтлин была поражена узнать эту правду. Коул также несколько раз угрожал убить Франческу, например угрожая сбросить её со скалы за преследование его жены — Кейтлин, или держа её под дулом пистолета, за осуществление её угроз по раскрытию всем его секретов, но Франческа будто бы не слышала этих угроз и предупреждения особенно, когда она решила выкрасть этого ребёнка из детской, чтобы выудить Коула бежать вместе с ней и рассказать ему правду об истинном факте отцовства(зная о сфальсифицированных результатах экспертизы теста на отцовства Грегори, которого она сама первая навеяла на эту идею) этого ребёнка Коула, но прежде чем она успела это сделать в её гостиничном номере прогремел внезапный выстрел…
Когда Франческа была застрелена на смерть, они были одними из центральных подозреваемых, Кейтлин даже на какое-то время провела в изоляторе временного содержания, думая что её пристрелил Коул, найдя пистолет в его номере и взяв всю вину — перед полицейскими, окружным прокурором и всеми — на себя. Но к счастью все обошлось, так как в конечном счёте выяснилось, что никто из них её не убивал на самом деле, а на самом деле её отец — Грегори — и был настоящим убийцей. Оливия была потрясена узнав правду, узнав, что ребёнок Кейтлин на самом деле был её собственным, не меньшим шоком и ударом от разорвавшихся частичек этой правды — это было и для Грегори, Коула и Кейтлин. Кейтлин было трудно смириться с правдой, и это вызвало большую ссору: как и между Коулом и Кейтлин, так и между ней и Оливией. Следующее, с чем Коулу пришлось столкнуться, что Трей — мог быть его ребёнком, но оказалось, что внезапно для него что его отцом был — Грегори, который отобрал у него ребёнка, когда тот пытался с ним сбежать, спрятавшись в местной церкви, но он и никто не знал — до поры до времени, что Грегори — на самом сфальсифицировал результаты теста на отцовство с помощью знакомого глав-врача — генетика, подделав их в свою пользу. Кейтлин и Грегори были шокированы, узнав, что у Оливии и Коула — был роман два года назад. Затем, намного позже выяснилось, что Коул — на самом деле был отцом Трея. Между прочем, чуть не убив друг друга — ранее(Когда Коул также несколько раз угрожал убить и Энни, например — едва не сбросив её со скалы, или привязав к кровати, или едва не прибив камнем в пещере), Коул и Энни объеденили усилия, чтобы поймать истинного убийцу Франчески и вывести его на чистую воду. Правда об убийстве Франчески, о том что убийца — Грегори — привела к попытке бегства Грегори из страны и к погоне Коула за Грегори до высокой спасательной башни. Это же — привело — в конечном итоге — к ссоре между Грегори и Коулом и к их широкомасштабной драке на краю вышки, в результате чего они оба вместе со сломанными бордюрами вышки упали глубоко в воду толщи океана. Хотя в результате произошедших событий — Коула удалось вытащить и спасти, а Грегори — был объявлен мертвым и все посчитали его утонувшим в море, но на самом деле как вскоре выяснилось — Грегори не погиб и всего лишь пропал на некоторое время без вести… В конце концов, октябре 1999 года Коул был задержан Лондонскими властями и Интерполом, во время его последней поездки в Лондон (после оглашения завещания Грегори, который оставил опеку за наследством своему поверенному дяде Тобайсу Ричардсу, который якобы жил долгое время до этого в Лондоне, чтобы приехав в Сансет Бич — решить кому достанется имущество Грегори, Трею и Оливии или Энни и Коулу), также после этого он внезапно пропал без вести, а его последнее появление было замечено 14 октября в его казалось бы последнем телефонном разговоре с Кейтлин… В конечном итоге он вернулся в Сансет-Бич в последнем эпизоде и воссоединился со своей и единственной любовью, Кейтлин, передав своего ребёнка вместе с ней — его и её матери — Оливии — на воспитание. В качестве финальных образов во сне Мег — он появился вместе с их с Кейтлин ребёнком, точно также как счастливые Грегори и Оливия — со своим ребёнком… Но все это — было лишь сказочным иллюзорным сном Мег, по окончании которого Мег снова проснулась в Сансет Бич в одной постели вместе с Беном и в его доме…

## Прием персонажа и отзывы критиков
Через пять месяцев после своего дебюта в роли Коула — Сибриан был назван TV Guide одной из «12 самых горячих звезд дневного времени». Актёр был номинирован на звание «Самая горячая звезда мужского пола» на 15-й ежегодной премии «Soap Opera Digest Awards».